# Малые Селменцы
Ма́лые Селменцы́ (укр. Малі Селменці, словац. Malé Slemence, венг. Kisszelmenc) — село в Сюртэнской сельской общине Ужгородского района Закарпатской области Украины, по которому проходит украинско-словацкая граница.

## История
До 1946 года Селменцы были одной деревней, принадлежащей Велькокапушанскому району Чехословакии, в 1946 году деревня была разделена между СССР и Чехословакией, бо́льшая часть, Вельке Слеменце осталась в Словакии. Граница между Словакией и Украиной проходит прямо по улице. С 2005 года действует КПП «Малые Селменцы-Вельке Слеменце» между Украиной и Словацкой Республикой для пешеходов и велосипедистов.
В 1946 году указом ПВС УССР село Малый Сельменц переименовано в Солонцы.
В 1995 году селу возвращено историческое название.
В 2009 году режиссёр Ярослав Войтык снял документальный фильм «Граница» о судьбе этой разделённой деревни.